# Physaria gracilis
Physaria gracilis är en korsblommig växtart som först beskrevs av William Jackson Hooker, och fick sitt nu gällande namn av O'kane och Al-shehbaz. Physaria gracilis ingår i släktet Physaria och familjen korsblommiga växter.

## Underarter
Arten delas in i följande underarter:
- P. g. gracilis
- P. g. nuttallii